# Express (píseň)
"Express" je píseň americké popové zpěvačky Christiny Aguilery. Píseň pochází z jejího prvního soundtrackovégo alba Burlesque: Original Motion Picture Soundtrack. Produkce se ujal producent Tricky Stewart.

## Hitparáda
| Země               | Umístění |
| ------------------ | -------- |
| USA                | 102      |
| Velká Británie     | 75       |
| Austrálie          | 58       |
| Japonsko           | 32       |
| Indonésie          | 5        |
| Arménie            | 1        |
| Japonsko (Airplay) | 20       |
| Itálie (Airplay)   | 50       |